# Xã Hepburn, Quận Lycoming, Pennsylvania
Xã Hepburn (tiếng Anh: Hepburn Township) là một xã thuộc quận Lycoming, tiểu bang Pennsylvania, Hoa Kỳ. Năm 2010, dân số của xã này là 2.762 người.